# Сунг, Люсиль
Люсиль Сунг (англ. Lucille Soong, род. 15 августа 1938) — американская актриса азиатского происхождения. Сунг родилась в Тяньцзине, а в конце 1950-х перебралась в Великобританию, где начала карьеру с незначительных ролей в кинофильмах «Паром в Гонконг» (1959), «55 дней в Пекине» (1963), Французское платье (1964), «Чингисхан» (1965), «Сноровка... и как её приобрести» (1965), «Дорогая» (1965), «Невесты Фу Манчу» (1966) и «Еще один раз» (1969). Более существенные роли у неё были на телевидении, где в 1969 году она снималась на регулярной основе в мыльной опере «Улица Коронации».
В начале 1990-х Сунг переехала в США, где вскоре нашла работу играя эпизодические роли матерей или прислуги в сериалах «Сильное лекарство», «Дарма и Грег», «Кости», «Такая разная Тара» и «Без следа». Также у неё были заметные роли второго плана в фильмах «Клуб радости и удачи» (1993), «Коррупционер» (1999), «Чумовая пятница» (2003), «Парикмахерская Норы» (2004), «Высший пилотаж» (2005) «Парикмахерская Норы 2» (2008) и «Девять в списке мёртвых» (2010). У Сунг также были второстепенные роли в мыльной опере «Страсти» в 2001 году, и сериале «Отчаянные домохозяйки» в 2004—2005 годах.
В 2015 году Сунг на регулярной основе начала играть роль бабушки семейства в комедийном сериале ABC «Трудности ассимиляции».

## Избранная фильмография
| Год       |   | Русское название      | Оригинальное название | Роль    |
| --------- | - | --------------------- | --------------------- | ------- |
| 2004—2009 | с | Отчаянные домохозяйки | Desperate Housewives  | Яо Линь |